# Sophie Achard
Sophie Achard, née en 1977, est une statisticienne et neuroscientifique française dont les recherches portent sur les statistiques du schéma de connectivité dans le cerveau. Elle est directrice de recherche au Centre national de la recherche scientifique (CNRS) et est récipiendaire de la médaille d'argent du CNRS.

## Formation et carrière
Sophie Achard étudie les mathématiques, les statistiques et l'analyse numérique à l'Université Jean Monnet de Saint-Étienne et obtient une licence en 1998 puis un DEA sur les statistiques des modèles de mélange à l'Université Joseph Fourier à Grenoble en 2000 (actuellement Université Grenoble Alpes, UGA). Elle obtient un doctorat en 2003 avec une thèse sur les Mesures de dépendance pour la séparation aveugle de sources.
Après un post-doctorat dans l'unité Brain Mapping de l'Université de Cambridge avec Edward Bullmore (en) de 2004 à 2007, elle revient à Grenoble comme chercheuse CNRS en 2008. Elle est promue directrice de recherches en 2017.

## Distinctions
Alors en poste au laboratoire Jean Kuntzman (UGA / INRIA), Sophie Achard reçoit la médaille d'argent du CNRS en 2023 pour ses travaux sur le schéma de connectivité du cerveau, montrant que des neurones « hubs » hyper-connectés peuvent se reconstituer, même lorsqu'il y a des lésions persistantes après un coma. D'autre part, les méthodes statistiques qu’elle a mises en place aident à identifier avec une plus grande précision des marqueurs neurologiques spécifiques à un individu, ouvrant ainsi la voie vers une médecine personnalisée.